# کریستال لیک پارک (میزوری)
کریستال لیک پارک (به انگلیسی: Crystal Lake Park) یک شهر در ایالات متحده آمریکا است که در شهرستان سنت لوئیس، میزوری واقع شده‌است. کریستال لیک پارک ۰٫۲۸ کیلومتر مربع مساحت و ۴۷۰ نفر جمعیت دارد و ۱۸۵ متر بالاتر از سطح دریا واقع شده‌است.